# Speolepta
Speolepta is een muggengeslacht uit de familie van de paddenstoelmuggen (Mycetophilidae). De wetenschappelijke naam van het geslacht is voor het eerst geldig gepubliceerd in 1925 door Frederick Wallace Edwards.
Edwards richtte Speolepta op voor Speolepta leptogaster, een Europese soort die oorspronkelijk als Polylepta leptogaster was beschreven door Johannes Winnertz in 1863.
Speolepta bleef monotypisch tot in 2012 twee nieuwe soorten werden beschreven door Jan Ševčík, Jostein Kjærandsen en Stephen A. Marshall:
- Speolepta vockerothi  - Ontario (Canada) en Alaska
- Speolepta orientalis - Vietnam.

Deze paddenstoelmuggen brengen het grootste deel van hun levenscyclus ondergronds door in grotten, mijngangen, bunkers, tunnels en dergelijke donkere habitats. Larven en poppen blijven altijd ondergronds. Enkel de volwassen dieren kunnen in de buitenlucht worden aangetroffen.